# Ett opassande jobb för en kvinna
Ett opassande jobb för en kvinna (An Unsuitable Job for a Woman), brittisk TV-serie från 1997, baserad på en roman av P.D. James. Huvudpersonen, privatdetektiven Cordelia Gray, spelas av Helen Baxendale.

## Avsnitt
1. The Sacrifice
2. A Last Embrace
3. Living on Risk
4. Playing God

## Filmen
Det finns också en långfilm från 1982 med samma namn, regisserad av Christopher Petit. Cordelia Gray spelas där av Pippa Guard.